# Atentado al Banco de la Nación
El atentado al Banco de la Nación fue una  Operación de bandera falsa perpetrado por Vladimiro Montesinos durante el gobierno de Alberto Fujimori, ocurrido el 28 de julio de 2000. La explosión y el posterior incendio causaron la muerte de seis guardias de seguridad e importantes daños en el edificio del Jurado Nacional de Elecciones. El atentado coincidió con la Marcha de los Cuatro Suyos, una protesta a gran escala contra el gobierno de Fujimori. El atentado pretendía criminalizar la protesta, asociando falsamente a los manifestantes y organizadores con Sendero Luminoso y el MRTA.
En 2009, Montesinos fue declarado culpable como autor mediato del atentado por la Corte Superior de Lima y condenado a diez años de prisión por su implicación en el atentado y las muertes posteriores. Asimismo, el exjefe de la Policía Nacional Humberto Fernandini fue condenado a seis años de prisión efectiva.

## Hechos
En medio de la Marcha de los Cuatro Suyos, la sede del Banco de la Nación fue incendiada como consecuencia de una explosión que aparentemente se descubrió que fue provocada desde el interior del inmueble; en ella se encontraban 6 guardias de seguridad, los cuales murieron intoxicados por el humo. Otros guardias sobrevivieron al escapar hacia la calle a través de las ventanas de los pisos superiores. Las grabaciones sugirieron una desprotección de la fuerza policial.

## Investigación
Este atentado fue orquestado por Vladimiro Montesinos, mano derecha de Fujimori y jefe de facto del Servicio de Inteligencia Nacional en aquella época. Este incidente se produjo después de que agentes encubiertos atacaran a un policía y su vehículo. En 2009, Montesinos fue declarado culpable y condenado a diez años de prisión por un tribunal peruano por su implicación en el atentado y las muertes posteriores. La sentencia fue dictada en la Base Naval del Callao por la Segunda Sala Penal Especial de la Corte Superior de Lima.
Asimismo, el exjefe de la Policía Nacional Humberto Fernandini fue condenado a seis años de prisión efectiva.